# Mike Matheny
Pour les articles homonymes, voir Matheny (homonymie).
Michael Scott Matheny (né le 22 septembre 1970 à Columbus, Ohio, États-Unis) est un ancien joueur et actuel manager de la Ligue majeure de baseball. 
Il fait carrière dans les Ligues majeures de 1994 à 2006 au poste de receveur et remporte quatre Gants dorés.

## Carrière de joueur

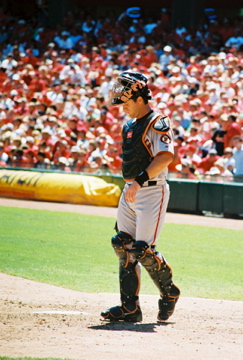
Mike Matheny jouant en 2006 pour les Giants de San Francisco.

Mike Matheny est drafté au 31e tour de sélection par les Blue Jays de Toronto en 1988 mais ne signe pas avec l'équipe et choisit plutôt de s'engager à l'Université du Michigan. Il devient ensuite un choix de huitième ronde des Brewers de Milwaukee en 1991. Il amorce sa carrière de joueur dans le baseball majeur avec Milwaukee le 7 avril 1994. 
Devenu agent libre après la saison 1998, suivant cinq années chez les Brewers, Matheny s'entend avec les Blue Jays de Toronto qu'il rejoint pour la saison 1999. Après un an au Canada, il accepte une offre des Cardinals de Saint-Louis et devient leur principal receveur de la saison 2000 à la saison 2004. Ce joueur qui présente des statistiques modestes en offensive, produit au moins 42 points dans quatre de ses cinq saisons à Saint-Louis, dont 50 points produits en 2004. Il est surtout reconnu pour ses aptitudes défensives : il remporte trois fois le Gant doré du meilleur joueur défensif à sa positions durant son passage à Saint-Louis (en 2000, 2003 et 2004). En 2000, il est le receveur de tout le baseball ayant retiré le plus de coureurs adverses en tentative de vol et il se classe second pour le pourcentage de coureurs retirés de cette manière. À sa dernière année chez les Cards, il joue dans la Série mondiale 2004 perdue par son équipe aux mains des Red Sox de Boston.
De nouveau joueur autonome, Matheny se joint aux Giants de San Francisco, avec qui il connaît en 2005 sa meilleure saison en carrière à l'attaque : il affiche des sommets personnels de 13 coups de circuit et 59 points produits, en plus de voir son travail défensif récompensé par un quatrième et dernier Gant doré en défensive. Il est en 2005 une fois de plus le receveur ayant retiré le plus grand nombre d'adversaires en tentatives de vol de but. En 2006, il souffre de syndrome post-commotionnel après avoir été atteint de plusieurs fausses balles à sa position derrière le marbre et est contraint à la retraite avant le début de la saison 2007.
Mike Matheny a joué 1305 parties sur 13 saisons dans le baseball majeur, de 1994 à 2006, et sa moyenne au bâton en carrière est de ,239. Il compte 925 coups sûrs dont 67 circuits, 443 points produits et 353 points marqués.

## Carrière d'entraîneur

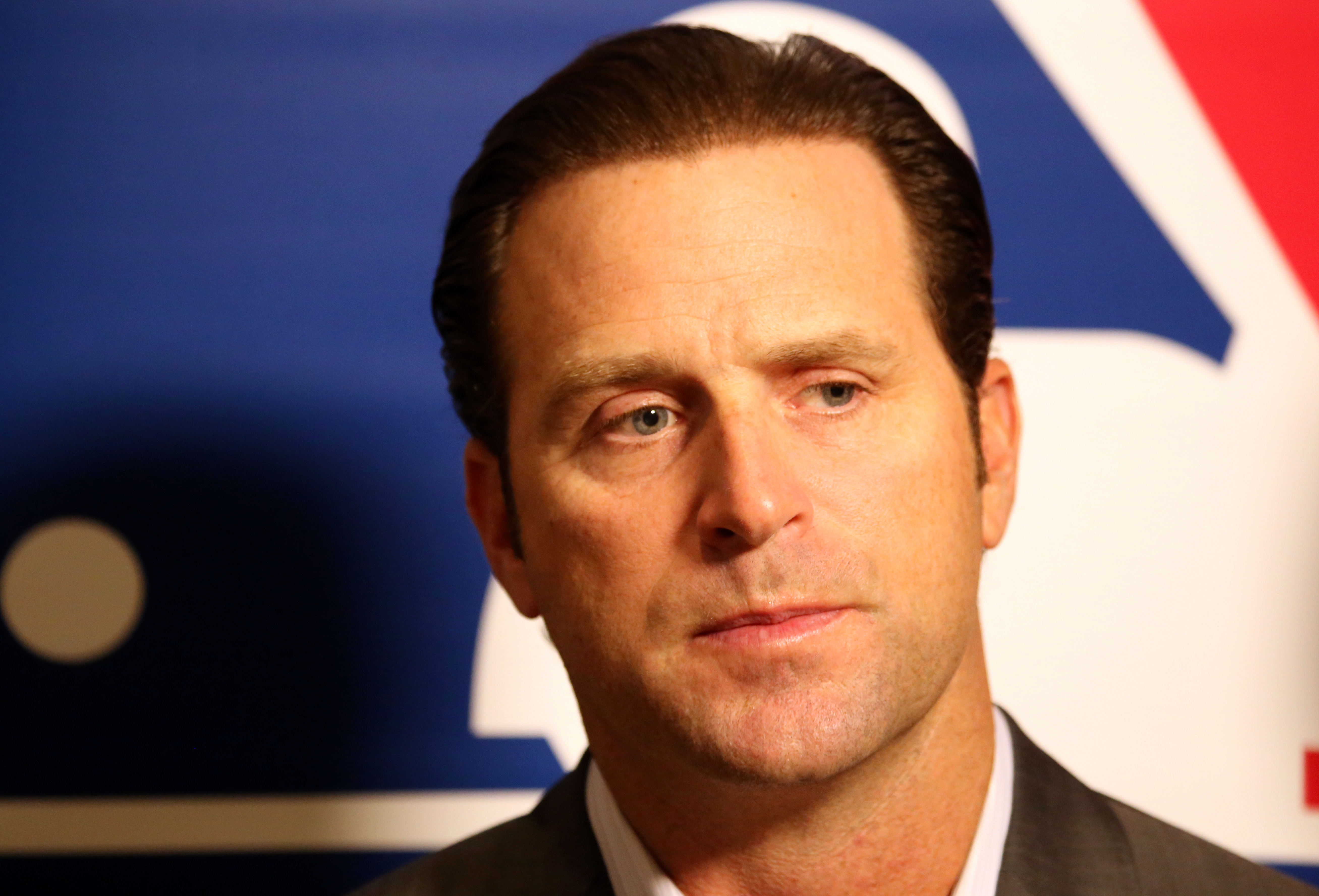
Mike Matheny aux assises d'hiver du baseball majeur en décembre 2015.

Après sa retraite de joueur, Mike Matheny revient dans l'organisation des Cardinals de Saint-Louis comme adjoint au manager général John Mozeliak. 
Sans aucune expérience de manager, ni dans les majeures, ni même en ligues mineures, Mike Matheny, 41 ans, est nommé le 14 novembre 2011 gérant des Cardinals pour la saison de baseball 2012, succédant à Tony La Russa. Il mène les Cardinals aux séries éliminatoires dès sa première saison aux commandes. L'équipe se classe seconde dans la division Centrale de la Ligue nationale avec 88 victoires et 74 défaites, se qualifiant comme meilleure deuxième. Forcés de disputer le premier match de meilleur deuxième de l'histoire, les Cardinals remportent sur le terrain des Braves d'Atlanta ce match ajouté au nouveau format de séries éliminatoires. Saint-Louis effectue ensuite un spectaculaire revirement pour éliminer la meilleure équipe des majeures, les Nationals de Washington, en Série de divisions. Malgré une avance de 3-1 dans la Série de championnat de la Ligue nationale, les efforts du club de remporter un 2e titre d'affilée se termine lorsqu'il perd les 3 derniers matchs contre les Giants de San Francisco pour subir l'élimination.
En 2013, Saint-Louis lutte avec Pittsburgh toute la saison pour le premier rang de la section Centrale, qu'ils remportent finalement avec le meilleur dossier des majeures (à égalité avec les Red Sox de Boston), soit 97 gains contre 65 revers. C'est la meilleure saison régulière des Cardinals depuis 2005. Tirant de l'arrière 1-2 en Série de divisions face aux Pirates, Saint-Louis gagne les deux dernières parties pour retourner en Série de championnat.

## Vie personnelle
Son fils Tate Matheny, un voltigeur de centre de l'université d'État du Missouri, est repêché au 4e tour de sélection par les Red Sox de Boston en 2015.